# Ottaviano Preconio
Ottaviano Preconio of Perricone (Castroreale, 1502 – Palermo, 18 juli 1568) was een Rooms prelaat in het koninkrijk Napels en Sicilië, dat toebehoorde aan de Spaanse Kroon. Hij introduceerde de Contrareformatie in Palermo, zoals opgelegd door het Concilie van Trente.

## Levensloop
Preconio groeide op in Castroreale, een dorp nabij Palermo, Sicilië. Hij trad als jongen in in de kloosterorde van de minderbroeders-conventuelen, ook minorieten genoemd. Op dat moment vertaalde hij zijn familienaam Perricone naar het Latijn Preconio. Hij behaalde het diploma van magister in de theologie. Van 1534 tot 1537 en van 1541 tot 1544 was hij overste van de Siciliaanse kerkprovincie der minorieten.
Van 1545 tot 1546 werkte hij in Madrid, in het Escorial. Hij was voor keizer Karel V een van de predikers aan het Koninklijk Hof. Ten gevolge van dit ambt werd Preconio beloond met een bisschopswijding (1546). 
Preconio was bisschop van Monopoli in Apulië, Zuid-Italië, van 1546 tot 1561. In 1547 brak in Napels opstand uit; Preconio onderhandelde tussen de partijen doch kon niet tot een akkoord komen. Hij nam deel als concilievader namens de Conventuelen, aan enkele sessies van het Concilie van Trente. Het ging om sessies over de Eucharistie (1551). Twee kleindochters van hem kon hij uithuwelijken met mannen uit welgestelde middens in Monopoli.
Vervolgens was Preconio bisschop van Ariano Irpino van 1561 tot 1562, gelegen in Campanië, Zuid-Italië. Het was de periode van de eindconclusies van het Concilie van Trente. Preconio pleitte voor meer gezag voor bisschoppen (1562).
In 1562 volgde zijn bevordering tot aartsbisschop van Palermo. Hij bleef aartsbisschop tot zijn dood in 1568. Zijn taak bestond erin de hervormingen van Trente door te voeren in zijn aartsbisdom. Dit leidde tot verzet van de geestelijken. Dit gebeurde zo heftig dat de vicekoning van Sicilië het parlement liet bijeenkomen in Catania in plaats van in de hoofdstad Palermo. Zo werden rellen in Palermo vermeden en werd ook vermeden dat Preconio het woord voerde vanop de bank der prelaten.
Van Preconio is bekend dat hij muzikanten en componisten financieel ondersteunde. Er zijn enkele essays van hem bewaard gebleven; de meeste gaan over de decreten van het Concilie van Trente.
Preconio werd begraven in de crypte van de kathedraal van Palermo.